# Взрывы в городе Бата (2021)
Взрывы в городе Бата — серия из четырёх взрывов, прогремевших 7 марта 2021 года на военной базе в районе Нкоантома, города Бата, крупнейшего города и торговой столицы центральноафриканской страны Экваториальной Гвинеи. По меньшей мере 107 человек погибли и более 600 получили ранения, в то время как всей городской инфраструктуре также был нанесен значительный ущерб.
Президент Теодоро Обианг Нгема Мбасого объяснил бедствие небрежным хранением взрывчатки на базе, которая взорвалась после того, как на неё перекинулся огонь с близлежащих полей, которые подожгли фермеры, чтобы расчистить. Однако правозащитные организации и Associated Press поставили под сомнение версию Обианга.

## Взрывы
Четыре взрыва произошли на Cuartel Militar de Nkoantoma, военной базе в районе Нкоантома, на юго-восточной окраине Баты. Первые три взрыва произошли подряд около 14:00 по местному времени, причем первый был самым сильным. Четвёртый взрыв произошел через два часа после первого взрыва. Сообщалось о погибших и раненых в нескольких близлежащих районах города.

## Пострадавшие
В результате взрывов не менее 107 человек погибли, ещё как минимум 613 получили ранения. Министерство здравоохранения объявило «чрезвычайную ситуацию в области здравоохранения». Из раненых более 300 были госпитализированы в больницу Нуэво-Инсесо, более 150 — в больницу общего профиля Баты и более 70 — в больницу Ла-Паса.

## Ущерб
Президент Обианг сообщил, что почти все здания и жилые дома в городе сильно пострадали. Согласно предварительному анализу Учебного и научно-исследовательского института Организации Объединённых Наций, в общей сложности 243 строения были либо «серьезно повреждены, либо полностью разрушены». По данным ЮНИСЕФ около 150 семей, в том числе 648 взрослых и 252 ребёнка в возрасте до 15 лет, находились во временных приютах в Бате, а другие жили у родственников в городе и других местах.

## Последствия
В заявлении, зачитанном телеведущими государственного телеканала TVGE, президент Теодоро Обианг Нгема Мбасого обвинил в халатности тех, кто отвечал за хранение боеприпасов на военной базе. Президент также заявил, что соседние фермеры, расчищающие свои сельскохозяйственные угодья, поджигая их, спровоцировали взрыв. Сразу после этого вице-президент Теодоро Нгема Обианг Манге прибыл на место происшествия, чтобы оценить ситуацию.
9 марта правительство объявило Бату зоной катастрофы и учредило первоначальный чрезвычайный фонд в размере 10 миллиардов центральноафриканских франков (20 миллионов долларов США) для ликвидации последствий стихийного бедствия. Он также объявил три дня национального траура, велев приспустить национальные флаги.
В результате взрывов значительное количество боеприпасов было разбросано по окрестностям, в результате некоторые люди позировали с ними, и размещали фотографии с неразорвавшимися боеприпасами в социальных сетях.

## Расследование
Президент Обианг приказал провести расследование, чтобы определить детали катастрофы, ответственных за произошедшее и масштабы разрушений. Правозащитные организации, в том числе Human Rights Watch и EG Justice, призвали международных экспертов провести независимое расследование. Они подозревают, что число погибших намного выше, чем то, о котором сообщается, на основании сообщений из Баты, и ставят под сомнение официально объявленную причину катастрофы, отмечая, что другие версии противоречат «поспешному заявлению президента, который частично снял вину с военных».
Associated Press также поставило под сомнение официально заявленную причину, так как проанализировав спутниковые изображения, полученные от Planet Labs, они не обнаружили никаких признаков ведения сельскохозяйственной деятельности вокруг военной базы, единственные обнаруженные ими признаки расчистки земли были связаны с близлежащим строительным объектом, и единственным обнаруженные ими следы пожара были на трёх зданиях, в которых, предположительно, и хранились боеприпасы.

## Комментарии
1. ↑  Reuters сообщило, что взрывы произошли около 14:00 по местному времени, а Guinea Ecuatorial Press, официальный сайт правительства Экваториальной Гвинеи, сообщал, что пожар начался в 14:15'"`UNIQ--ref-0000000B-QINU`"'.'"`UNIQ--ref-0000000C-QINU`"' Однако по сообщениям Deutsche Welle первый взрыв произошел около 13:00 по местному времени, EFE сообщил, что первые взрывы произошли около 15:00, а Associated Press сообщило, что по словам президента Обианга взрыв произошел в 16:00'"`UNIQ--ref-0000000D-QINU`"''"`UNIQ--ref-0000000E-QINU`"''"`UNIQ--ref-0000000F-QINU`"'